# Slide (Calvin Harris)
Slide è un singolo del DJ britannico Calvin Harris, pubblicato il 23 febbraio 2017 come primo estratto dal quinto album in studio Funk Wav Bounces Vol. 1.
Il singolo ha visto la collaborazione del cantante statunitense Frank Ocean e del gruppo musicale Migos.

## Antefatti
Il 21 febbraio 2017 è stata annunciata la collaborazione per il brano Slide, attraverso il profilo Twitter di Calvin Harris, insieme al cantante Frank Ocean e il gruppo Migos, e pubblicata due giorni più tardi.

## Descrizione
La canzone comincia con la voce distorta del cantante Frank Ocean, dicendo: "I might/Empty my bank account/And buy that Boy with a Pipe."
Questa frase, spiega Frank Ocean, si riferisce al quadro di Picasso, Ragazzo con la pipa venduto per 104 milioni di dollari alla casa d'aste britannica Sotheby's nel 2004.

## Formazione
- Calvin Harris – missaggio
- Migos – voce
- Frank Ocean – voce
- Mike Marsh – mastering

## Classifiche
| Classifica (2017) | Posizione massima |
| ----------------- | ----------------- |
| Australia         | 11                |
| Austria           | 34                |
| Belgio (Fiandre)  | 10                |
| Belgio (Vallonia) | 15                |
| Canada            | 16                |
| Danimarca         | 7                 |
| Francia           | 15                |
| Germania          | 25                |
| Giappone          | 52                |
| Irlanda           | 12                |
| Italia            | 34                |
| Norvegia          | 25                |
| Nuova Zelanda     | 7                 |
| Paesi Bassi       | 21                |
| Regno Unito       | 10                |
| Spagna            | 66                |
| Stati Uniti       | 25                |
| Stati Uniti (pop) | 9                 |
| Svezia            | 32                |
| Svizzera          | 25                |